# صيام الماء

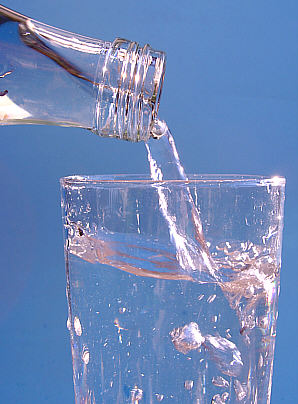

صيام الماء هو نوع من الصوم الذي يعتمد على شرب الماء فقط. إن صيام الماء مفيد لمجموعة متنوعة من الأسباب، بما في ذلك المستلزمات الطبية والدينية. ولكن الصيام لفترات طويلة يشكل مخاطر صحية كبيرة.

## الآثار الصحية
بعض الأطباء صنف صيام الماء كنظام غذائي ضد السموم. وبعضهم صنف أن هناك أدلة من الآثار الجانبية الضارة من صيام الماء.
الإفراط في تناول الماء دون المبلغ المقابل من الشوارد يمكن أن يؤدي إلى نقص صوديوم الدم، والمعروف أيضا باسم تسمم المياه. وهذا يمكن أن يؤدي إلى تلف دائم في الدماغ، الغيبوبة والموت. فمن المستحسن أن تصوم صيام المياه إلا تحت إشراف الطبيب، وخاصة في المرة الأولى لأن بعض الناس غير قادرين على القيام بذلك بسبب التمثيل الغذائي القضايا. بعض القضايا الأيض نادرة يمكن أن يسبب الموت أثناء الصيام المياه.

## فقدان الوزن
الصيام الماء هو دون شك واحدة من أسرع طرق انقاص الوزن في الوجود، لأن السعرات الحرارية أثناء الصيام الماء هو في الواقع صفر. من دون طعام، يضطر أجسادنا إلى الاعتماد على جسمنا احتياطيات الدهون للحصول على الطاقة بشكل حصري تقريبا، على الرغم من أنها لا تستطيع أن تفعل ذلك مع كفاءة 100٪. وقد تم تحديد الحد الأقصى لسرعة الطاقة يمكن أن تنطلق من الجسم يخزن الدهون في حوالي 31 سعرة حرارية لكل رطل من الدهون في الجسم في اليوم الواحد.
تقليل السعرات الحرارية وراء هذا الحد يؤدي إلى انخفاض في الجسم الكتلة الخالية من الدهون أيضا. وقد تحقق معدل فقدان الوزن من حوالي 3 رطل لليوم في الصيام المياه فقدان الوزن التجربة، في حين أن أقل من نصف الوزن المفقود الجسم الفعلي خسائر الدهون. كل شيء آخر كان خالية من الدهون الجماعي، والتي شملت الماء الناتج من مخازن الجليكوجين استنزاف المياه صدر بسبب تناول صفر الصوديوم، الأنسجة العضلية انهيار وإفراغ القولون.

## شرط الطبي
تاريخيا، العديد من العمليات الجراحية والتخدير العام تتطلب المريض على الصيام لمدة تصل إلى نصف يوم قبل إجراء العملية. ويعتقد أن هذا للحد من المضاعفات المحتملة من حجم المعدة والحموضة أثناء العملية. ومع ذلك، تشير الأبحاث أن المرضى المتزايدة، وبخاصة الأطفال، قد نفعل ما هو أفضل إذا كانت تستهلك الماء أو السائل واضحا خلال الساعات الأخيرة من هذا بسرعة.

## الصيام في الديانات

### الصيام في الإسلام
معناه في اصطلاح الشرع هو الإمساك عن المفطرات بجميع انواعها من الماء والطعام والجماع وغيرها من طلوع الفجر، إلى غروب الشمس، مع نية التقرّب من الله بالشروط التي وضعها الشرع، وهذا التعريف متفق عليه بين الحنفية؛ والحنابلة، أما المالكية والشافعية فإنهم يزيدون في آخره كلمة «بنيّة» فالنية محل خلاف.
فرض الله الصوم على المسلمين في شهر رمضان من السنة الثانية للهجرة وقد ثبتت فرضيته بالكتاب والسنة، وإجماع الأمة. وقيل أن الأمر بفرضه نزل في شهر شعبان من السنة الهجرية الثانية. فثبوته بالكتاب يتجلى فيما ورد في القرآن في سورة البقرة: يَا أَيُّهَا الَّذِينَ آمَنُواْ كُتِبَ عَلَيْكُمُ الصِّيَامُ كَمَا كُتِبَ عَلَى الَّذِينَ مِن قَبْلِكُمْ لَعَلَّكُمْ تَتَّقُونَ
وأما ثبوته في السنة النبوية فيتجلى في حديث عن «أبي هريرة» أن النبي محمد عرّف الإسلام: «بأن تعبد الله ولا تشرك به شيئا وتقيم الصلاة المكتوبة وتؤتي الزكاة المفروضة وتصوم رمضان وتحج بيت الله». فهو واجب على كل مسلم بالغ عاقل ويستثنى من ذلك المريض والمسافر على أن يقضوا ما فاتهم لاحقا.

### الصيام في المسيحية
الصيام في المسيحية هي فترة انقطاع عن الشهوات الجسدية (الطعام) والشهوات الروحية (الأعمال السيئة) ويتم التركيز على الجزء الثاني بشكل أكبر من الجزء الأول.
وللصيام في المسيحية أقسام عدة بعضها موحدة بين الطوائف وأخرى خاصة ببعض الطوائف أو المدن.

### اليانية
الجينز الحفاظ على المياه فقط الصارم بسرعة لمدة 8 أيام، خلال أيام Paryushan. الماء الدافئ المستهلكة ينبغي أن يكون فقط بين شروق الشمس وغروبها وليس أثناء الليل، لأن الليل هو وقت عالية عرضة لنشاط الكائنات الدقيقة. لالجينز الصوم هو وسيلة من التكفير عن الذنب.

### الكاثوليكية الرومانية
يجب الروم الكاثوليك الانخراط في القرباني سريعة، وهو الماء بسرعة قبل ان يحصل على القربان المقدس خلال قداس في حين لا يسمح القوت الغذائي أو السعرات الحرارية، قد الممارسين تناول الدواء إذا لزم الأمر، وأولئك الذين المشاكل الصحية يعوقهم عن يتم الاستغناء عن المشاركة في صوم واجب.
حتى إصلاحات المجمع الفاتيكاني الثاني، وكان ذلك مطلوبا بسرعة من منتصف الليل السابق، كما هو الحال في مختلف الكنائس الأرثوذكسية. ومع ذلك، في ظل البابا بولس السادس، تم تخفيض الصيام فريضة لساعة واحدة فقط قبل ان يحصل على القربان المقدس.
وقد شجعت الكنيسة الكاثوليكية أيضا الأسود وسريع، والتي بالإضافة إلى المياه، ويتم استهلاك الخبز. عادة، هذا النوع من الصيام كان يستخدم فقط من قبل الرهبان والأفراد الدينيين الآخرين الذين يمارسون الإهانات والزهد، ولكن مدعوون جميع الكاثوليك للمشاركة في ذلك بمشورة وموافقة المدير الروحية.